# Mairie d'Estaing
La mairie d'Estaing est un bâtiment situé en France dans le département de l'Aveyron, en région Occitanie.
Elle fait l'objet d'une protection au titre des monuments historiques.

## Localisation
La mairie est située dans la rue François-d'Estaing, au cœur du bourg d'Estaing, dans le quart nord-est du département de l'Aveyron.

## Historique et architecture
Le bâtiment a été construit en style Renaissance au début du XVIe siècle, dans les années 1520-1530, pour loger les six prêtres chargés du service de la chapelle de Louradou, située plus au nord, en dehors du bourg. Il a été vendu comme bien national à la Révolution.
Désormais, l'édifice abrite les locaux de la mairie et de l'office de tourisme d'Estaing.
Le bâtiment est inscrit au titre des monuments historiques le 11 août 1975 pour ses façades et toitures.
Sur la façade sud s'ouvrent plusieurs fenêtres à meneaux ainsi qu'une porte cloutée, surmontée d'un blason aux armes de la famille d'Estaing daté de 1569 mais qui n'y a été apposé qu'au XIXe siècle. Cette porte donne sur un escalier à vis. Le pignon ouest présente de faux mâchicoulis décoratifs au-dessus du rez-de-chaussée et le pan coupé sud-ouest est surmonté d'une tête sculptée. Au nord-ouest s'élève une tour, elle aussi accessible par une autre porte cloutée.

## Galerie

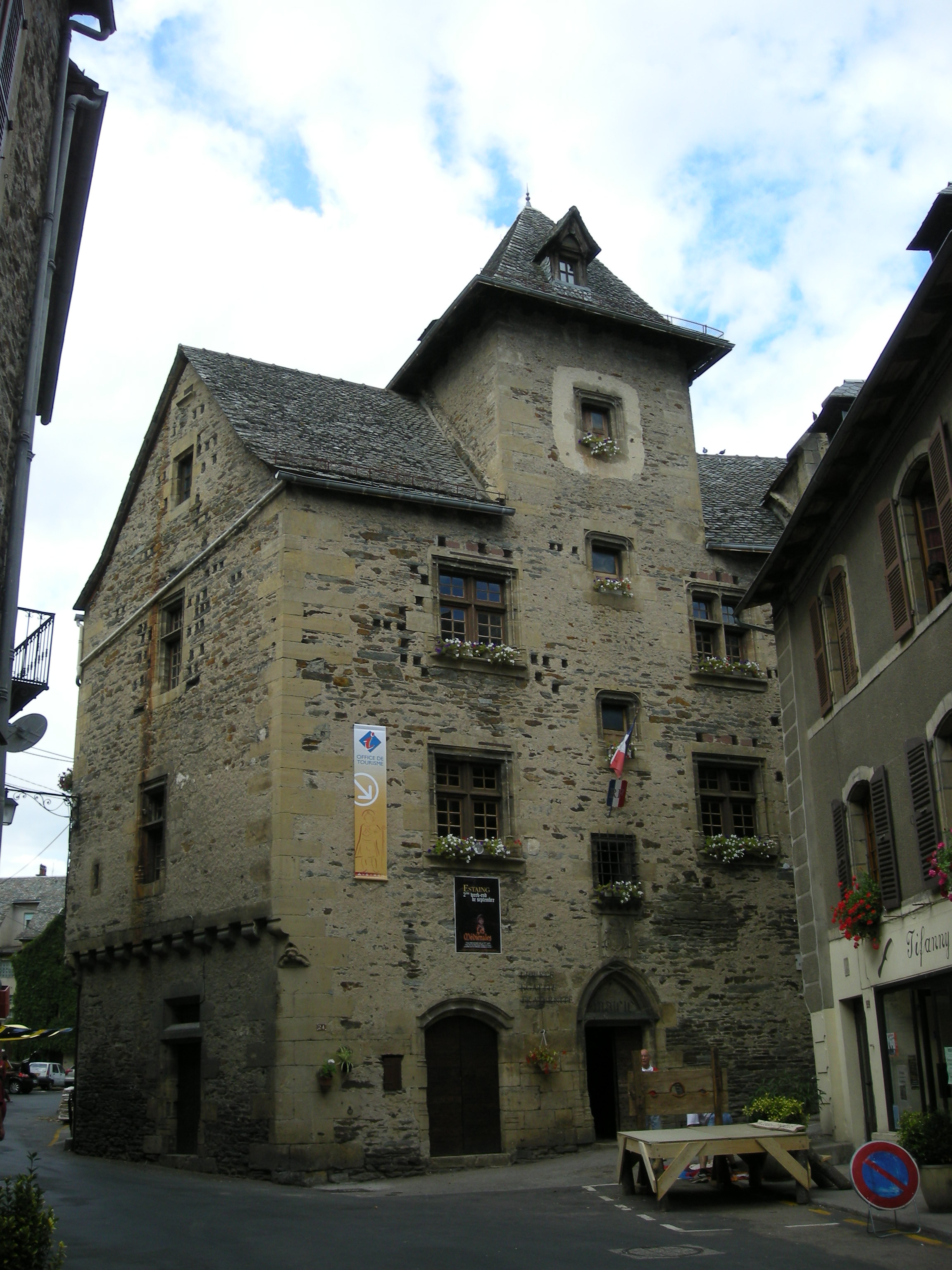
La façade sud et le pignon ouest.
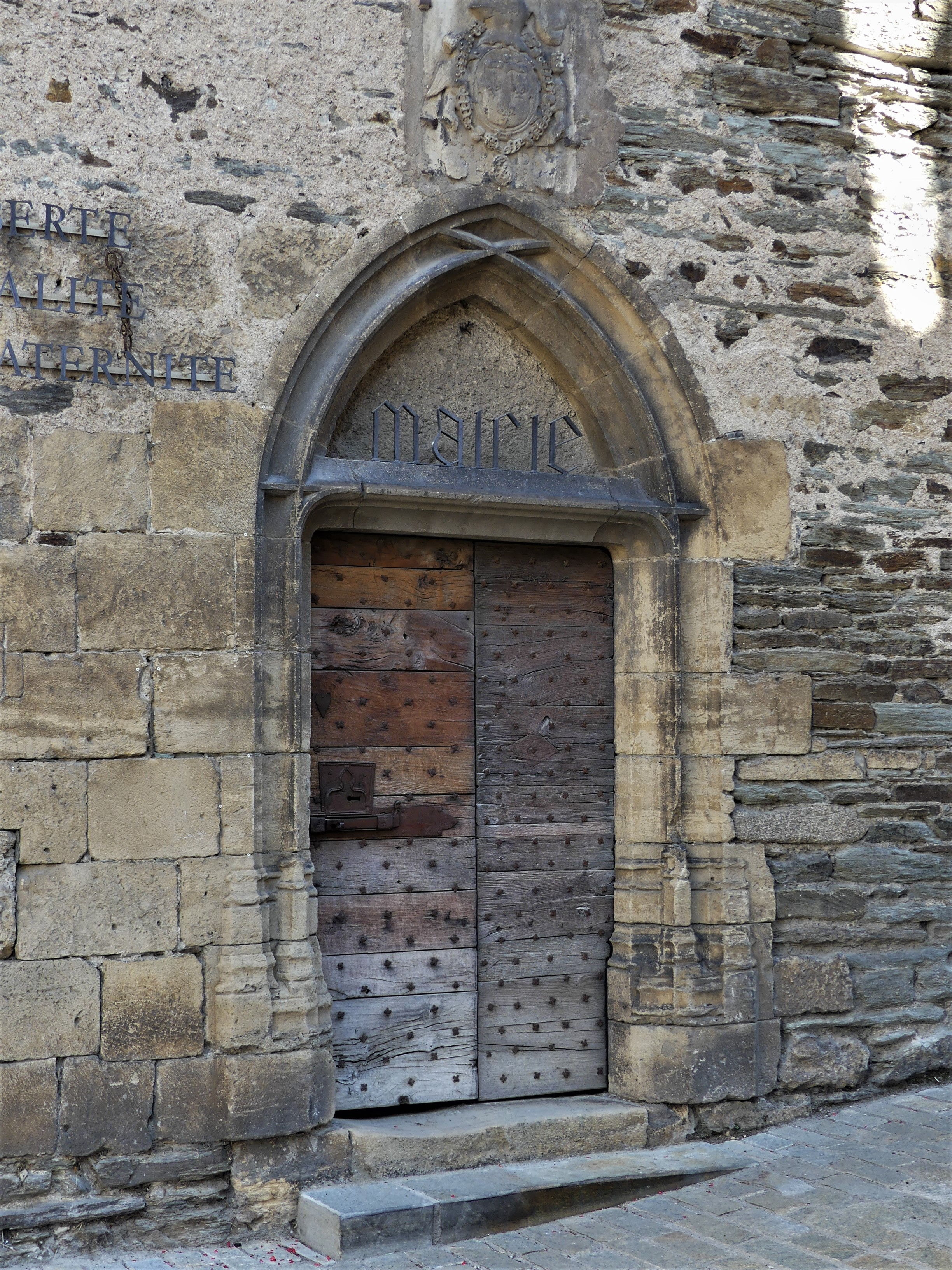
La porte sud.
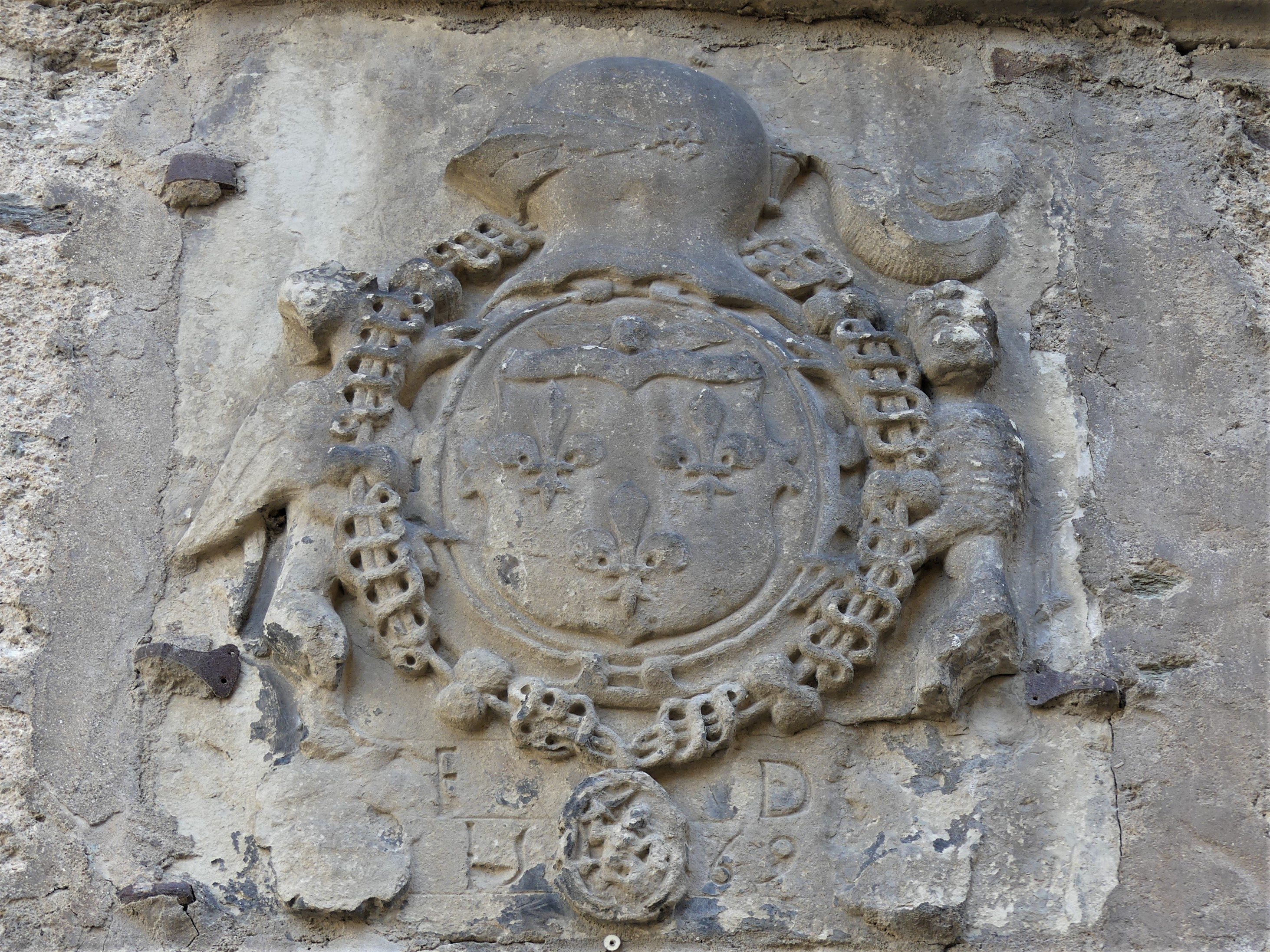
Le blason de la famille d'Estaing daté de 1569.
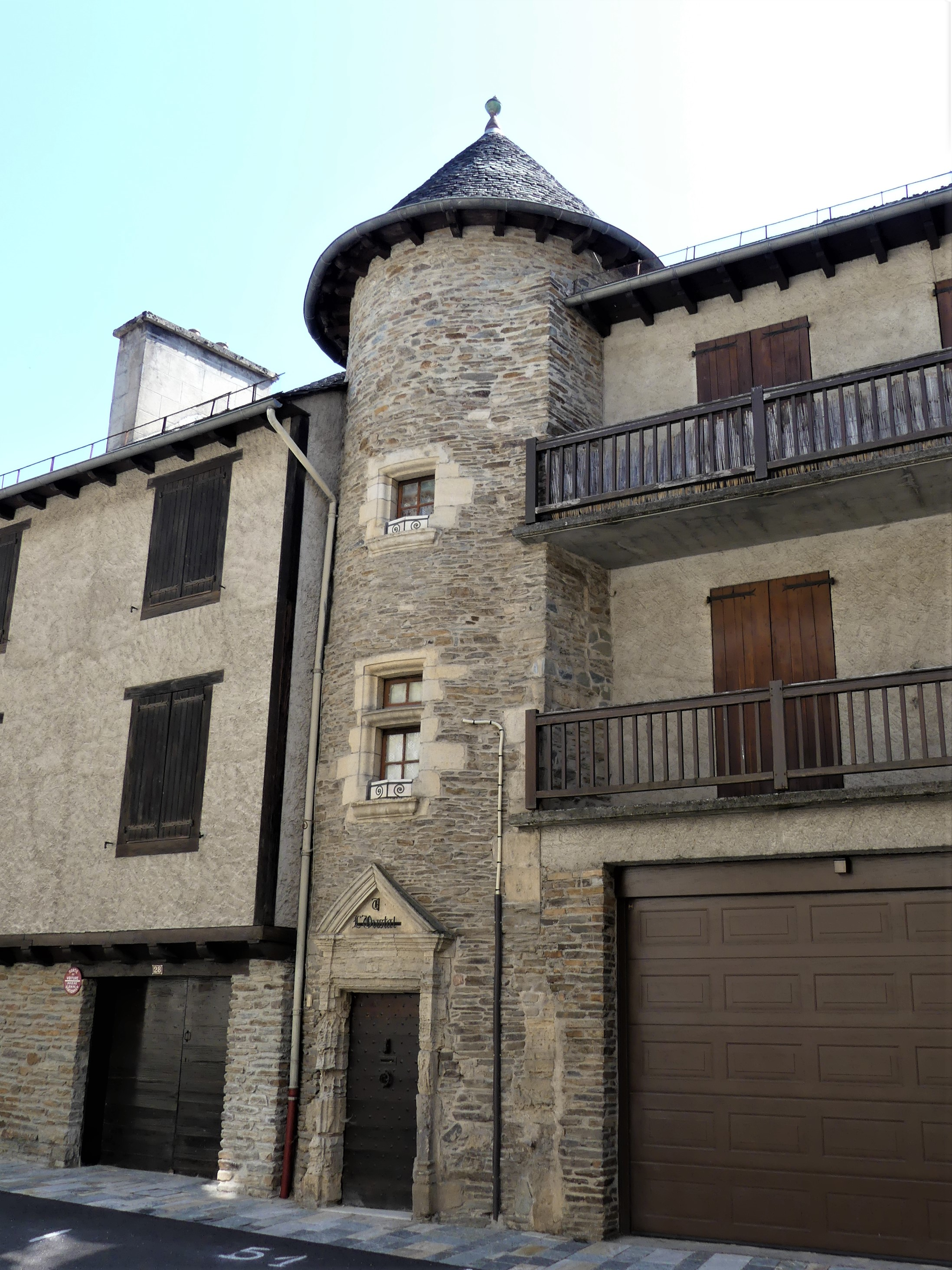
La tour nord-ouest.
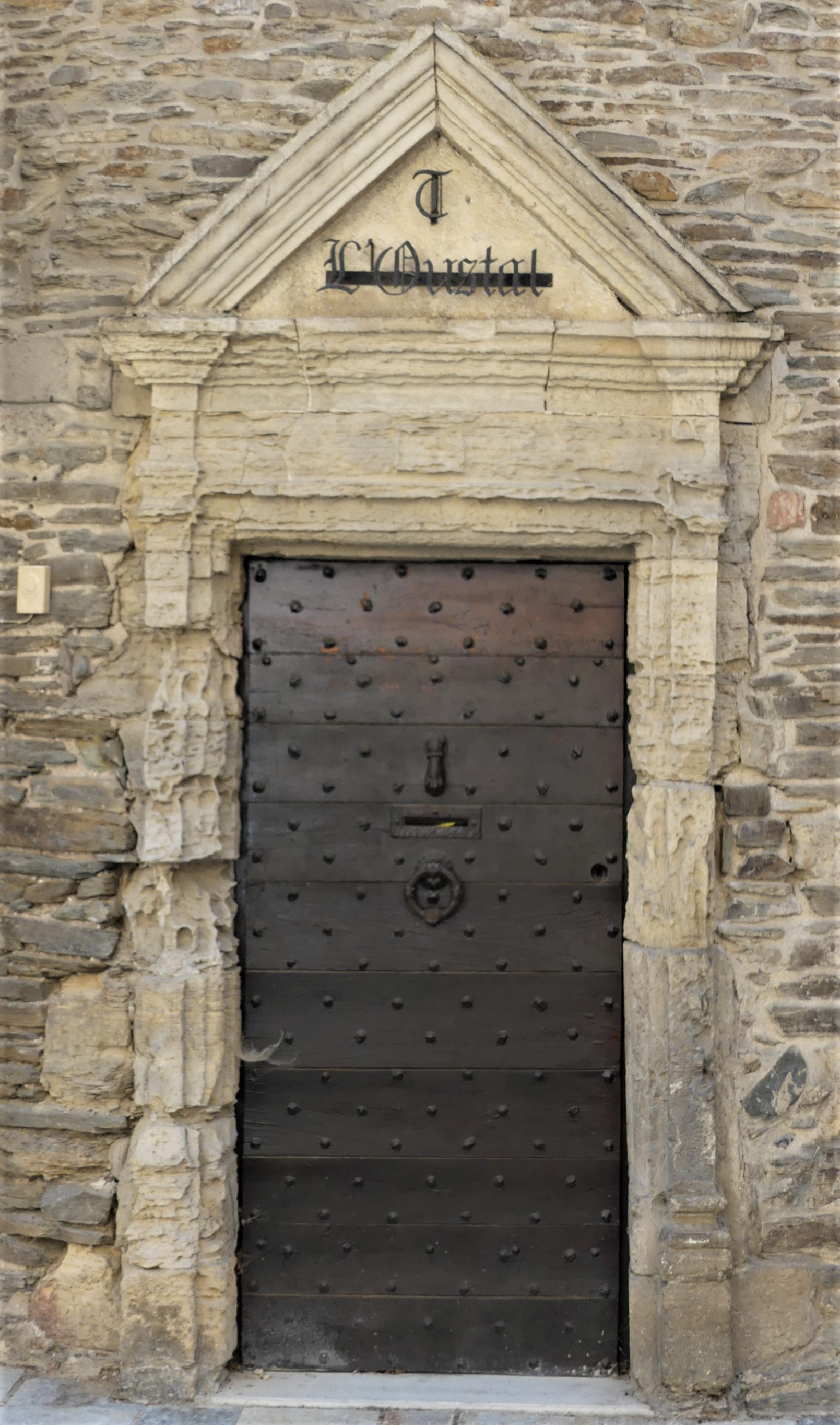
La porte de la tour nord-ouest.